# A Woman of Affairs (película de 1928)
A Woman of Affairs (conocida en español como La mujer ligera) es una película dramática de 1928 de la Metro-Goldwyn-Mayer, dirigida por Clarence Brown y protagonizada por Greta Garbo, John Gilbert, Douglas Fairbanks Jr. y Lewis Stone. La película, que se estrenó con una banda sonora sincronizada y efectos de sonido, se basa en la novela bestseller de 1924 The Green Hat (El sombrero verde) de Michael Arlen, que él mismo adaptó como una obra de teatro en cuatro actos en 1925. The green hat se consideró tan atrevida en los Estados Unidos que la película no permitió que se le asociara con el libro y fue rebautizada como A Woman of Affairs (literalmente, Una mujer de aventuras amorosas), así como fueron rebautizados los personajes para apaciguar a la censura. En particular, el guion de la película eliminó toda referencia al uso de la heroína, la homosexualidad y la sífilis, temas todos que estaban en el centro de las tragedias involucradas.
La película fue nominada a un premio de la Academia a mejor guion, por el trabajo de Michael Arlen y Bess Meredyth.
En 1934, la MGM hizo una nueva versión de la película, protagonizada por Constance Bennett, y titulada Outcast Lady.

## Trama

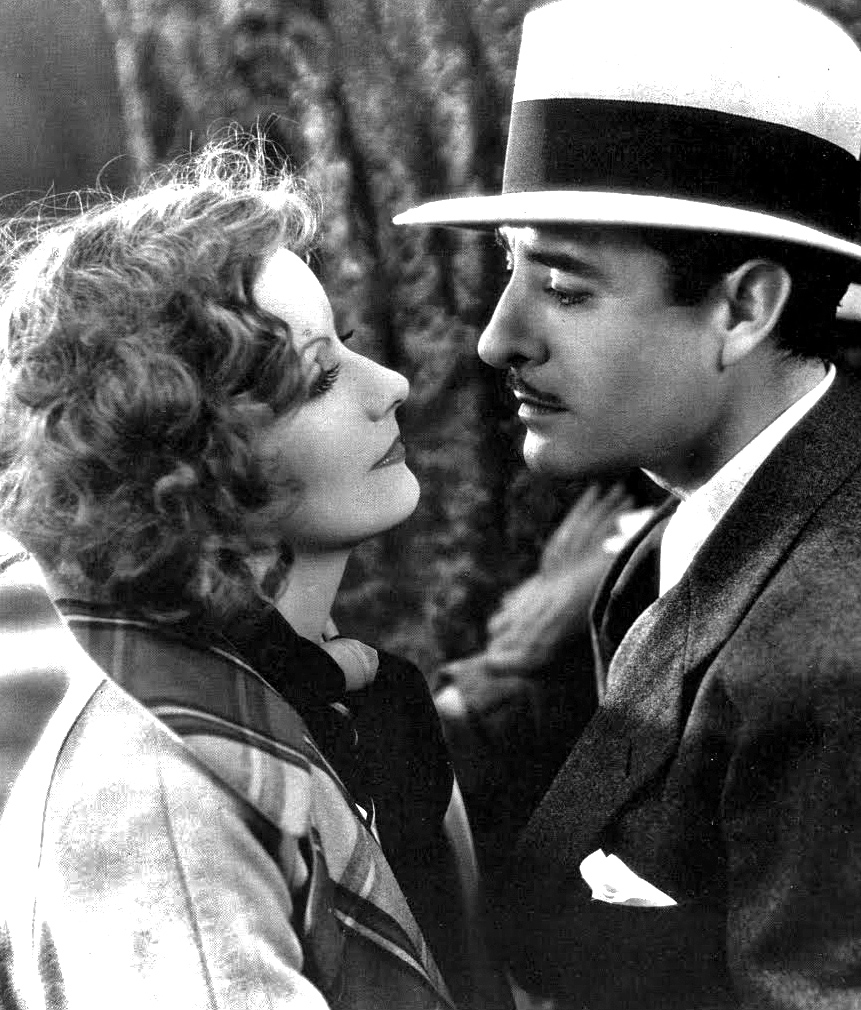
Greta Garbo y John Gilbert en La mujer ligera

Diana Merrick (Greta Garbo), Neville (John Gilbert) y David (Johnny Mack Brown) habían sido compañeros de juegos de niños, como miembros de la rica aristocracia británica. Diana y Neville están enamorados, pero el padre de él (Hobart Bosworth) se opone a la relación y desaprueba el estilo de vida de la familia Merrick. Neville es enviado a Egipto con fines de negocios y a hacerse rico.
Diana, tras esperar en vano durante dos años el regreso de Neville, finalmente se casa con David, quien también la ama y es buen amigo de su hermano Jeffry (Douglas Fairbanks Jr.). Durante la luna de miel, David se suicida. Diana no explica las razones detrás de las acciones de su esposo, excepto para decir: "Murió por decencia". Jeffry, que estaba profundamente conectado con David, culpa a su hermana por la muerte de su amigo y cae más profundamente en el alcohol, mientras su hermana comienza una vida imprudente, seduciendo a un hombre tras otro.
Años después, Neville regresa a Inglaterra a casarse con Constance (Dorothy Sebastian). Jeffry se encuentra ahora gravemente enfermo, y Diana le lleva a su lecho al doctor Trevelyan, un amigo de la familia, pero luego se va, pues Jeffry todavía se rehúsa a verla. Cuando empieza a alejarse, ve a Neville que la ha seguido y al Dr. Trevelyan en un taxi. Diana y Neville van al apartamento de este, se dan cuenta de que todavía están enamorados y pasan la noche juntos. Durante la noche, Jeffry muere. El doctor Trevelyan va al apartamento de Neville por la mañana a darle la noticia y descubre que Diana ha pasado la noche allí. Tres días después, Neville se casa con Constance.
Unos nueve meses transcurren: Diana cae enferma (en el guion se supone que ha sufrido un aborto espontáneo, pero esto no se podía mencionar debido a la censura) y recibe una visita de Neville. Diana le profesa su amor antes de darse cuenta de que Constance está en la habitación.
Se revela el motivo del suicidio de David: era un ladrón, perseguido por la policía. Diana, al darse cuenta de que el amor que se tienen con Neville llevará al hombre a la ruina, le dice que su esposa está embarazada y lo despide. Diana choca su auto contra un árbol, frente al cual Neville y ella se habían enamorado y jurado fidelidad eterna.

### Censura
En la popular novela en la que se basa la película, The Green Hat, David se suicida porque padece sífilis, no por tener antecedentes penales. Este elemento central de la trama fue eliminado durante la escritura del guion por la Comisión Hays.

## Reparto
| Actor                 | Personaje                 | Notas                           |
| --------------------- | ------------------------- | ------------------------------- |
| Greta Garbo           | Diana Merrick Furness     |                                 |
| John Gilbert          | Neville "Nevs" Holderness |                                 |
| Lewis Stone           | Dr. Hugh Trevelyan        |                                 |
| Johnny Mack Brown     | David Furness             | Acreditado como John Mack Brown |
| Douglas Fairbanks Jr. | Jeffry Merrick            |                                 |
| Hobart Bosworth       | Sir Morton Holderness     |                                 |
| Dorothy Sebastian     | Constance                 |                                 |

## Recepción

### Respuesta de la crítica
All Movie Guide da una calificación de tres estrellas.

De Variety, 23 de enero de 1929
Una variedad sensacional de nombres de la gran pantalla, y la naturaleza intrigante de la historia (The Green Hat) a partir de la cual se hizo, junto con algo de magnificencia en la actuación de Greta Garbo, de lejos lo mejor que ha hecho, con mucha probabilidad, llevarán al espectador a lo largo de esta versión vaga y esterilizada de la exótica obra de Michael Arlen... Pero el material carece de chispa y, peor aún, John Gilbert, ídolo de las flappers, tiene un papel absolutamente inane. La mayor parte del metraje solo está ahí de pie, de hecho, con cierta vergüenza, mientras que los demás le dan forma a los eventos. En esta función (la segunda en su inauguración del sábado), grupos enteros de clientas expresaron de manera audible su descontento con lo sucedido... La señorita Garbo salva una situación desafortunada a todo lo largo gracias a un algo sutil en su interpretación que sugiere justo la nota exótica que es esencial para todo el tema y la historia. Sin su elocuente actuación, la película se caería en pedazos.
Del The New York Times, 21 de enero de 1929
No solo la narrativa se traduce con cambios solo en los lugares en los que era obviamente necesario eludir los ceño fruncidos de la censura, sino que la señorita Garbo brinda una personificación muy inteligente y fascinante de esa "dama triste"... El señor Gilbert lo hace muy bien como el hombre del que Diana está locamente enamorada... Excepto por su inclinación por los destellos de simbolismo, Clarence Brown ha manejado esta producción con imaginación e ingenio. La historia nunca es confusa, y si bien la razón de todos los problemas puede ser a veces algo difícil de creer, las escenas están de manera invariable fotografiadas bellamente y admirablemente construidas.
De Judge (texto de Pare Lorentz)
La característica más interesante de La mujer ligera es el trato que le dan los censores. Como es obvio, la historia se adaptó del best seller de Michael Arlen, The Green Hat, y, como recordará todo lector de ese anuncio publicitario de Hispano-Suiza, las acciones disolutas de la heroína nacen por el orgulloso hecho de que su suicida esposo padecía de una dolencia de la que sufren también algunos de nuestros reyes, prelados y boxeadores más populares. Bueno, señor, Bishop Hays lo cambia a "malversación". Y, por alguna extraña razón, en vez de usar la palabra "pureza" (el chico murió por pureza, según Iris March), la sustituyeron por la muy repetida "decencia". A cualquiera que pueda demostrarme por qué "pureza" es una palabra más inmoral que "decencia", le enviaré con el mayor de los gustos un boleto de Paramount de ochenta y cinco centavos, para que lo use bajo su propio riesgo. Aparte de su purificación, la película es una buena dramatización de la novela y por primera vez respeté la actuación de Greta Garbo. Se movió a través de las largas, melancólicas y, a veces, hermosas escenas con más gracia y sinceridad de la que le había observado jamás, y el hecho de que alcanzó y prácticamente eliminó la imagen de John Gilbert es en sí mismo motivo de recomendación. Otro actor indiferente, Douglas Fairbanks, Jr., cobró vida de repente bajo la guía del director Brown y brindó una espléndida actuación. Lewis Stone hizo su habitual aparición tranquila y reservada e, incluso con su melancólica apatía, encontrará La mujer ligera digna de ver.

### Taquilla
La película fue un éxito, obteniendo ingresos de $1'370,000 dólares ($850,000 en los Estados Unidos y $ 520,000 en el extranjero), comparado con un presupuesto de $ 383,000. Fue una de las 20 películas más taquilleras de 1929.

## Otros medios
Una edición en Laserdisc fue lanzada el 12 de octubre de 1992 por la MGM/UA como parte de la serie Silent Classics de MGM y un lanzamiento en VHS de la película se hizo en los Estados Unidos el 1 de septiembre de 1998 (formato NTSC).